# Popillia hymenalis
Popillia hymenalis är en skalbaggsart som beskrevs av Ohaus 1920. Popillia hymenalis ingår i släktet Popillia och familjen Rutelidae. Inga underarter finns listade i Catalogue of Life.